# Зубин-Поток
Зубин-Поток (серб. Зубин Поток) — малый город на северо-западе Косово, на правом берегу реки Ибар, ниже водохранилища Газиводе, к западу от города Косовска-Митровица. Административный центр общины Зубин-Поток. Фактически контролируется властями Северного Косово, признающими суверенитет Сербии.